# 685 до н. е.

## Події
- Близько цього року мегарці заснували колонію Халкедон.
- Месенці повстали проти лакедемонян.
- 685-668 — Друга Мессенська війна.

### Астрономічні явища
- 26 березня. Часткове сонячне затемнення.[1]
- 24 квітня. Часткове сонячне затемнення.[1]
- 19 вересня. Часткове сонячне затемнення.[1]
- 19 жовтня. Часткове сонячне затемнення.[1]

## Померли
- Ци Сян-гун